# Absolonia gigantea
Genre
Espèce
Synonymes
- Aphorura gigantea Absolon, 1901

Absolonia gigantea, unique représentant du genre Absolonia, est une espèce de collemboles de la famille des Onychiuridae.

## Distribution
Cette espèce se rencontre dans des grottes en Europe.

## Description
Absolonia gigantea mesure  jusqu'à 5 mm.

## Étymologie
Ce genre est nommé en l'honneur de Karel Absolon.

## Publications originales
- Absolon, 1901 : Über einige theils neue Collembolen aus den Höhlen Frankreichs und des südlichen Karstes. Zoologischer Anzeiger, vol. 24, no 636, p. 82-90 (texte intégral).
- Börner, 1901 : Über einige theilweise neue Collembolen aus den Höhlen der Gegend von Letmanthe in Westfalen. Zoologischer Anzeiger, vol. 24, p. 333–345 (texte intégral).